# مسجد بيت الجليل
مسجد بيت الجليل (بالاندونيسية: Surau Baitul Jalil) هو مسجد يقع في وسط مدينة بوكيتنغي غرب سومطرة في إندونيسيا، افتتح المسجد في عام 2004 ولها قدرة على استعاب ما مجموعه 250 مصلي، في عام 2011 تلقى المسجد على جائزة من رابطة المهندسين المعماريين الاندونيسي .

## وصلات خارجية
- صور المسجد